# 林志穎
林 志穎（ジミー・リン）は、台湾台北出身の俳優、歌手。身長172cm。

## プロフィール
華岡芸術学校在学中にスカウトされ、芸能界入り。アイドル時代は、アレック・スー（蘇有朋）、ニッキー・ウー（呉奇隆）、金城武と共に「台湾四小天王」と呼ばれ、人気を博した。1992年に香港勁爆國語大賞、台湾1992年十大最受歓迎偶像、巨星新人奨を、1993年に香港十大勁歌金曲最受歓迎新人金賞、香港十大中文金曲最有前途新人奨、香港勁爆國語歌手大賞金奨をそれぞれ受賞。
1995年11月から1997年11月までの2年間は芸能活動を休業して兵役に服し、軍の芸能班に所属した。
最近では俳優業以上にレーサーとしての活動に力を注いでいる。

## 出演作品

### 映画
- 逃學外傳（1992年）
- 新流星蝴蝶劍（日本語題：新流星蝴蝶剣 秘術VS妖術、1993年）
- 神經刀與飛天猫（日本語題：フライング・バトル、1993年）
- 追男仔（日本語題：イージーな彼氏たち、1993年）
- 小心黒夜（1993年）
- 異域之末路英雄（日本語題：エンド・オブ・ザ・ロード、1993年）
- 一屋哨牙鬼（1993年）
- 卜派小子/笑林小子（日本語題：ビビアン・スーの恋しくて、1994年）
- 報告班長3（日本語題：金城武 ソルジャー・ボーイズ、1994年）
- 學校覇王（日本語題：金城武 スクール・デイズ（英語版）、1995年）
- 祖孫情（1995年）
- 四個不平凡的少年（日本語題：フォーエバーフレンズ　戦場への挑戦、1995年）
- 號角響起（1996年）
- 哪吒大戰美猴王（1998年）
- 侠盗正傳廖添丁（1998年）
- 義膽鐘魂（1998年）
- 天庭外傳（1998年）
- 紅字（2000年）
- 不死心霊（2002年）
- 龍虎英雄（2003年）
- 戀愛大贏家（2004年）
- 狼（2004年）

### テレビドラマ
- 絶代双驕（1999年）
- 陸小鳳之決戦前後（2001年）
- 天龍八部（天龍八部、2003年）
- 西遊記（斉天大聖孫悟空、2002年）
- 偸偸愛上你（2002年）
- 風塵舞蝶（2003年）
- 書劍情侠柳三変（2004年）
- マイ・ラッキー・スター〜放羊的星星（放羊的星星、2007年、台灣電視） - 仲天騏役
- 少林寺伝奇2（少林寺传奇2、2009年） - 李世民（唐太宗）役

## 歌手活動

### アルバム
- 不是毎個戀曲都有美好回憶（1992年）
- 今年夏天（1992年）
- 爲什麼受傷的總是我（1992年）
- 牽掛你的我（1993年）
- 生日禮物（1993年）
- The Boy From China（1993年）
- 別了晴雨的回憶（1994年）
- 再見旋風舞（1994年）
- 火熱的心（1994年）
- 向昨天説再見（1994年）
- 夢在前方（1995年）
- 期待（1996年）
- 男人是很好騙的（1997年）
- 我仍然是我（1997年）
- 黎明破曉前（1998年）
- 稻草人（1999年）
- 林志穎華納我愛經典系列（1999年）
- 去走走（2000年）
- 期待（2004年）
- 擋不住我　Jimmy F1ght（2006年）
- 我的驕傲（2018年）